# Список лиц, лишённых государственных наград Австралии
Список лиц, лишённых государственных наград Австралии, в частности, ордена Австралии, формируется на основании решений генерал-губернатора Австралии. Согласно рекомендациям Апелляционного трибунала по почестям и наградам, лишению наград подлежат лица, замеченные в государственной измене, мятеже, имущественных преступлениях, помощи противнику (в том числе военнопленным), терроризме, а также осуждённые за неприемлемые для награждённого преступления или получившие имеющуюся у них награду в результате подлога. Решения о лишении ордена Австралии принимаются Советом ордена во главе с канцлером ордена — генерал-губернатором, имена лишённых публикуются в официальном издании «Commonwealth of Australia Gazette», реестр лишённых ведётся секретариатом по австралийским наградам в управлении генерал-губернатора, информация о причинах лишения награды официально не обнародуется. Всего за всю историю существования ордена Австралии его было лишено 46 человек. Имеются также случаи отказа от уже вручённых наград, так и от их принятия в принципе — по ряду причин, в том числе в связи с республиканскими убеждениями.

## Списки лишённых
Орден Австралии
| Лицо                        | Степень   | Дата награждения | О        | Дата лишения     | П        |
| --------------------------- | --------- | ---------------- | -------- | ---------------- | -------- |
| Миллер, Барри Рэймонд       | член      | 14 июня 1977     | [ О 1 ]  | 21 апреля 1993   | [ П 1 ]  |
| Кинг, Уильям Роджер Чарльз  | медаль    | 26 января 1990   | [ О 2 ]  | 6 октября 1993   | [ П 1 ]  |
| Викамп, Герардус Теодорус   | медаль    | 6 июня 1978      | [ О 3 ]  | 14 июня 1994     | [ П 1 ]  |
| Террелл, Алан Айвор         | член      | 26 января 1993   | [ О 4 ]  | 23 сентября 1994 | [ П 1 ]  |
| Филлипс, Невилл Джордж      | член      | 26 января 1991   | [ О 5 ]  | 1 ноября 1994    | [ П 1 ]  |
| Бёрк, Брайан Томас          | компаньон | 13 июня 1988     | [ О 6 ]  | 13 апреля 1995   | [ П 2 ]  |
| О’Коннор, Рэймонд Джеймс    | офицер    | 26 января 1989   | [ О 7 ]  | 18 октября 1995  | [ П 3 ]  |
| Андерс, Брайан Эрик         | член      | 12 июня 1982     | [ О 8 ]  | 7 ноября 1995    | [ П 1 ]  |
| Пэрри, Кевин Джон           | офицер    | 26 января 1988   | [ О 9 ]  | 6 мая 1996       | [ П 4 ]  |
| Бонд, Алан                  | офицер    | 26 января 1984   | [ О 10 ] | 26 февраля 1997  | [ П 5 ]  |
| Даймонд, Джек Стивен        | медаль    | 26 января 1991   | [ О 11 ] | 26 февраля 1997  | [ П 6 ]  |
| Эйлс, Рэймонд Фредерик      | медаль    | 26 января 1987   | [ О 12 ] | 14 апреля 1998   | [ П 7 ]  |
| Куинн, Брайан Эдвард        | офицер    | 13 июня 1988     | [ О 13 ] | 18 июня 1999     | [ П 8 ]  |
| Суини, Джон Джерард Патрик  | медаль    | 26 января 1991   | [ О 14 ] | 18 июня 1999     | [ П 7 ]  |
| Остин, Реджинальд           | медаль    | 11 июня 1990     | [ О 15 ] | 18 июня 1999     | [ П 9 ]  |
| Уотсон, Мэрион Лесли        | медаль    | 26 января 1998   | [ О 16 ] | 1 февраля 2000   | [ П 10 ] |
| Гласки, Кларенс Александер  | медаль    | 14 июня 1999     | [ О 17 ] | 27 июня 2002     | [ П 11 ] |
| Хобсон, Ноэл Уильям         | медаль    | 26 января 1990   | [ О 18 ] | 27 июня 2002     | [ П 1 ]  |
| Хаммал, Рок Чарльз          | медаль    | 10 июня 2002     | [ О 19 ] | 28 января 2003   | [ П 12 ] |
| Хелгесен, Кит               | медаль    | 26 января 1987   | [ О 20 ] | 18 ноября 2004   | [ П 1 ]  |
| Макгиббон, Джеффри Патрик   | медаль    | 26 января 2005   | [ О 21 ] | 28 ноября 2005   | [ П 13 ] |
| Уильямс, Рэймонд Реджинальд | член      | 26 января 1998   | [ О 22 ] | 28 ноября 2005   | [ П 14 ] |
| Джилетт, Росс               | медаль    | 11 июня 2001     | [ О 23 ] | 11 мая 2007      | [ П 15 ] |
| Фоулер, Джон Данбар         | член      | 26 января 1991   | [ О 24 ] | 25 сентября 2007 | [ П 16 ] |
| Уинтон, Дональд             | медаль    | 9 июня 1997      | [ О 25 ] | 20 марта 2008    | [ П 1 ]  |
| О’Райли, Уильям Джеймс      | медаль    | 26 января 1985   | [ О 26 ] | 11 марта 2009    | [ П 1 ]  |
| Эйтон, Роберт Джон          | медаль    | 11 июня 2001     | [ О 27 ] | 11 марта 2009    | [ П 1 ]  |
| Эйнфельд, Маркус            | офицер    | 8 июня 1998      | [ О 28 ] | 24 апреля 2009   | [ П 17 ] |
| Паппс, Рональд Мюррей       | медаль    | 13 июня 1994     | [ О 29 ] | 29 марта 2011    | [ П 18 ] |
| Говард, Лесли Джон          | член      | 14 июня 1999     | [ О 30 ] | 19 сентября 2012 | [ П 19 ] |
| Кондон, Клинтон Эдвард      | член      | 20 января 1991   | [ О 31 ] | 15 марта 2013    | [ П 20 ] |
| Клонда, Карин Лидия         | медаль    | 14 июня 2010     | [ О 32 ] | 17 сентября 2013 | [ П 21 ] |
| Обейд, Эдвард Мозес         | медаль    | 11 июня 1984     | [ О 33 ] | 12 декабря 2014  | [ П 22 ] |
| Мейтленд, Джон Уильям       | член      | 14 июня 2010     | [ О 34 ] | 12 декабря 2014  | [ П 23 ] |
| Райан, Колин Грегори        | член      | 26 января 2004   | [ О 35 ] | 12 декабря 2014  | [ П 24 ] |
| Мейерс, Джон Уоллес         | медаль    | 10 июня 2013     | [ О 36 ] | 12 декабря 2014  | [ П 25 ] |
| Харрис, Ролф                | член      | 26 января 1989   | [ О 37 ] | 19 февраля 2015  | [ П 26 ] |
| Харрис, Ролф                | офицер    | 11 июня 2012     | [ О 38 ] | 19 февраля 2015  | [ П 26 ] |
| Лонг, Беде Альфонсус        | медаль    | 12 июня 2006     | [ О 39 ] | 25 февраля 2015  | [ П 27 ] |
| Смит, Джеффри Фрэнсис       | офицер    | 10 июня 1996     | [ О 40 ] | 27 марта 2015    | [ П 28 ] |
| Миллер, Джон Виктор         | медаль    | 9 июня 2008      | [ О 41 ] | 14 сентября 2015 | [ П 29 ] |
| Уоткинс, Уорвик Артур       | член      | 26 января 2010   | [ О 42 ] | 29 февраля 2016  | [ П 30 ] |
| Джарвис, Десмонд Джон       | медаль    | 26 января 2004   | [ О 43 ] | 29 февраля 2016  | [ П 31 ] |
| Макменамин, Бернадетт Мэри  | офицер    | 14 июня 2004     | [ О 44 ] | 31 августа 2016  | [ П 32 ] |
| Уилсон, Пол Ричард          | медаль    | 26 января 2003   | [ О 45 ] | 22 сентября 2017 | [ П 33 ] |
| Харти, Рэймонд Кеннет       | медаль    | 26 января 2012   | [ О 46 ] | 10 сентября 2019 | [ П 34 ] |
| Малтби, Тревор Фредерик     | медаль    | 10 июня 2013     | [ О 47 ] | 4 марта 2019     | [ П 35 ] |

Благодарность «За выдающиеся заслуги»
| Лицо              | Дата награждения | О   | Дата лишения   | П        |
| ----------------- | ---------------- | --- | -------------- | -------- |
| Тёрнер, Робин Пол | н/д              | н/д | 13 ноября 2013 | [ П 36 ] |

## Списки отказавшихся
Орден Австралии
| Лицо                    | Степень   | Дата награждения | О        | Дата отказа      | П        |
| ----------------------- | --------- | ---------------- | -------- | ---------------- | -------- |
| Кумбс, Герберт Коул     | компаньон | 17 июня 1975     | [ О 48 ] | 4 июня 1976      | [ П 37 ] |
| Скотт, Дэвид Хорас Форд | компаньон | 17 июня 1975     | [ О 48 ] | 16 июня 1976     | [ П 38 ] |
| Уайт, Патрик            | компаньон | 17 июня 1975     | [ О 48 ] | 16 июня 1976     | [ П 37 ] |
| Блэкбёрн, Джин Эдна     | офицер    | 27 января 1976   | [ О 48 ] | 25 июня 1976     | [ П 37 ] |
| Гаррисон, Питер Фирман  | член      | 14 июня 1980     | [ О 49 ] | 10 июля 1985     | [ П 39 ] |
| Тайсон, Эсма Кэтрин     | член      | 26 января 1999   | [ О 50 ] | 23 сентября 2003 | [ П 1 ]  |
| Адлер, Родни Стивен     | член      | 26 января 1999   | [ О 51 ] | 18 марта 2005    | [ П 40 ] |
| Грин, Филлип Ричард     | член      | 12 июня 1995     | [ О 52 ] | 23 декабря 2005  | [ П 7 ]  |
| Пратт, Ричард           | офицер    | 10 июня 1985     | [ О 53 ] | 22 февраля 2008  | [ П 41 ] |
| Пратт, Ричард           | компаньон | 8 июня 1998      | [ О 54 ] | 22 февраля 2008  | [ П 41 ] |
| Де Стефано, Фрэнк       | член      | 26 января 1988   | [ О 55 ] | 2 октября 2008   | [ П 42 ] |
| Визард, Стивен Уильям   | член      | 9 июня 1997      | [ О 56 ] | 7 мая 2008       | [ П 43 ] |
| Рао, Баладжи            | член      | 26 января 1998   | [ О 57 ] | 14 октября 2010  | [ П 44 ] |
| Хорвуд, Джеффри Грант   | член      | 26 января 1998   | [ О 58 ] | 15 октября 2011  | [ П 1 ]  |
| Белл, Дэниел            | член      | 26 января 2005   | [ О 59 ] | 13 июня 2013     | [ П 45 ] |

## Комментарии
Комментарии
1. ↑  Военного дивизиона.
2. 1 2 3  Один из первых обладателей новоучреждённой награды[111].

Основания
1. ↑  За заслуги перед госпитальной фармацевтикой.
2. ↑  За заслуги перед атлетикой, особенно в лёгкой атлетике.
3. ↑  За заслуги перед обществом.
4. ↑  За заслуги перед авиацией.
5. ↑  За заслуги перед промышленным устричным хозяйством.
6. ↑  За заслуги перед правительством и политикой, а также парламентом Западной Австралии.
7. ↑  За заслуги перед правительством и политикой, а также парламентом Западной Австралии.
8. ↑  За заслуги перед местным самоуправлением и обществом.
9. ↑  За заслуги перед средней промышленностью, спортом и обществом.
10. ↑  За заслуги перед яхтингом, в частности в качестве руководителя синдиката и капитана команды в победном Кубке Америки 1983 г.
11. ↑  За заслуги перед обществом, в частности в рамках Австралийской кампании за свободу от голода[англ.].
12. ↑  За заслуги перед обществом.
13. ↑  За заслуги перед розничной торговлей.
14. ↑  За заслуги перед религиозным образованием и бездомной молодёжью.
15. ↑  За заслуги перед атлетикой, особенно в беге.
16. ↑  За заслуги перед общественным здравоохранением посредством организаций, оказывающих помощь в реабилитации людей с наркотической и алкогольной зависимостями.
17. ↑  За заслуги перед медициной в области психиатрии, обществу путём программ помощи детям — жертвам насилия и их семьям, а также посредством Rotary International.
18. ↑  За заслуги перед общественной историей, в частности посредством Национального фонда[англ.].
19. ↑  За заслуги в обеспечении благополучия ветеранов Вьетнама и их семей, особенно в Западной Австралии.
20. ↑  За заслуги в музыкальной группе.
21. ↑  За заслуги в спасении жизней на международном, национальном и местном уровнях посредством Королевского общества спасения жизней Австралии[англ.] и Остсвим.
22. ↑  За заслуги перед обществом в качестве финансового спонсора и сторонника медицинских исследований и благотворительных организаций.
23. ↑  За заслуги в сохранении и документировании Австралийской военно-морской истории и морского наследия.
24. ↑  За заслуги в строительстве.
25. ↑  За заслуги перед медициной, особенно в области медицинских публикаций, истории и этики.
26. ↑  За заслуги перед обществом в сфере защиты родителей-одиночек.
27. ↑  За заслуги перед людьми с ограниченными возможностями.
28. ↑  За заслуги в международных делах и продвижении и защите прав человека.
29. ↑  За заслуги в гоночной индустрии в качестве комментатора гонок, и перед обществом.
30. ↑  За заслуги перед искусством в качестве музыковеда, композитора, солиста на фортепиано и наставника молодых музыкантов.
31. ↑  За заслуги перед первичной промышленностью.
32. ↑  За заслуги в сквоше на административных должностях, и перед обществом.
33. ↑  За заслуги перед этническим благосостоянием.
34. ↑  За заслуги перед производственными отношениями в горнодобывающем секторе в качестве участника установления международных стандартов охраны труда и техники безопасности, профсоюзами и социальном диалоге в развивающихся странах и с переходной политикой и экономикой.
35. ↑  За заслуги перед обществом в качестве администратора и сторонника программ Фонда Королевской детской больницы[англ.] в Квинсленде.
36. ↑  За заслуги перед обществом, в частности посредством выставой и исследования военной истории.
37. ↑  За заслуги перед обществом в качестве артиста.
38. ↑  За выдающиеся заслуги перед исполнительским и изобразительным искусством, благотворительными организациями и международными отношениями посредством продвижения австралийской культуры.
39. ↑  За заслуги перед обществом посредством Lions Australia.
40. ↑  За безупречную службу в Силах обороны Австралии, в частности в качестве командира HMAS PERTH[англ.].
41. ↑  За заслуги перед ветеранами Второй мировой войны, в частности за признание несовершеннолетних военнослужащих.
42. ↑  За заслуги в пространственном анализе и управлении природными ресурсами посредством на руководящих должностях в ряде агентств государственного сектора.
43. ↑  За заслуги перед обществом в Уэстбери[англ.] посредством церковной, спортивной и общественной деятельности.
44. ↑  Для заслуги перед обществом, в частности, посредством разработки в Австралии и за рубежом программ, направленных на укрепление защиты прав детей от эксплуатации и жестокого обращения.
45. ↑  За заслуги перед образованием, особенно в качестве писателя и лектора в области криминологии, а также перед обществом посредством повышения осведомленности общественности о вопросах социальной справедливости.
46. ↑  За заслуги в строительной отрасли посредством профессионального обучения и образования, а также перед обществом.
47. ↑  За заслуги перед сообществом Боуэна[англ.].
48. 1 2 3 4  Не указано.
49. ↑  За заслуги в городском планировании.
50. ↑  За заслуги перед обществом посредством приюта для женщин Алис-Спрингс.
51. ↑  За заслуги перед обществом и поддержку бизнеса и благотворительности.
52. ↑  За заслуги в религии и перед обществом.
53. ↑  За заслуги перед вторичной промышленностью, искусствами и спортом.
54. ↑  За заслуги перед обществом и бизнесом посредством расширения возможностей для трудоустройства, развития культурной жизни и благотворительности в областях медицинских исследований, образования, спорта и искусств.
55. ↑  За заслуги в обеспечении благополучия мигрантов.
56. ↑  За заслуги перед обществом, в частности посредством Vizard Foundation, а также перед искусствами.
57. ↑  За заслуги перед обществом, особенно перед пожилыми людьми посредством Lions Club в Токумвале[англ.] и округе.
58. ↑  За заслуги в планеризме в качестве инструктора, тренера, инспектора лётной годности и управленца на уровне государства и штата.
59. ↑  За заслуги перед спортом в качестве золотого призера Паралимпийских игр 2004 года в Афинах.

Причины
1. 1 2 3 4 5 6 7 8 9 10 11 12 13  Неизвестны[2].
2. ↑  Осуждён за кражу более 122 тысяч долларов из пожертвований на избирательную кампанию[8].
3. ↑  Осуждён за кражу чека на 25 тысяч долларов[2].
4. ↑  Обвинён в краже 75 тысяч долларов из фонда пенсионного обеспечения Западной Австралии[2].
5. ↑  Осуждён за хищение 1 миллиарда долларов из средств частной компании[2].
6. ↑  Осуждён за мошенничество в размере 4,8 миллиона долларов[2].
7. 1 2 3  Осуждён за сексуальные домогательства в отношении несовершеннолетних[2].
8. ↑  Осуждён за использование средств частной компании в размере 4,46 миллиона долларов для ремонта своего дома[2].
9. ↑  За присвоение более 92 тысяч долларов в качестве сотрудника частной компании[2].
10. ↑  В связи с признанием в употреблении наркотиков через несколько часов после получения награды и осуждением за продажу героина[2].
11. ↑  Лишён врачебной лицензии за сексуальное насилие над пациенткой, находящейся в уязвимом положении[2].
12. ↑  В связи с фальсификацией сведений о своей военной службе во Вьетнаме и ношении незаслуженно полученных медалей[2].
13. ↑  В связи с фальсификацией сведений о своей военной службе в Полку Особой воздушной службы[англ.] во Вьетнаме[2].
14. ↑  Осуждён за участие в доведении страховой компании до краха[2].
15. ↑  Осуждён за незаконное управление автомобилем, приведшее к гибели семьи из трех человек[2].
16. ↑  Осуждён за сбор и хранение порнографических фотографий с участием несовершеннолетних[2].
17. ↑  Осуждён за лжесвидетельствование и воспрепятствование отправлению правосудия при попытке оспорить штраф за превышение скорости[2].
18. ↑  Осуждён за покушение на жизнь своей жены[2].
19. ↑  Осуждён за причинение тяжких телесных повреждений в ходе дорожного инцидента[63].
20. ↑  Осуждён за получение финансовой выгоды путём обмана и предоставление аудиторам ложной или вводящей в заблуждение информации[8].
21. ↑  Осуждена за махинации при аренде помещений у «NSW Squash»[68].
22. ↑  В связи с выявленными фактами финансового мошенничества[71].
23. ↑  В связи с выявленными фактами финансового мошенничества[71].
24. ↑  Осуждён в Новой Зеландии за предоставление ложных сведений в проспекте ценных бумаг[76].
25. ↑  Неизвестны[76].
26. ↑  Осуждён в Великобритании за сексуальные домогательства в отношении несовершеннолетних[76].
27. ↑  Осуждён за пять инцидентов с непристойным поведением[83].
28. ↑  Осуждён за хищение более 200 тысяч долларов из средств государственной корпорации[86].
29. ↑  В связи с фальсификацией сведений о своей военной службе во время Второй мировой войны[89].
30. ↑  Осуждён за попытку ввести в заблуждение Независимую комиссию по борьбе с коррупцией[англ.][92].
31. ↑  Осуждён за непристойное нападение на несовершеннолетнюю[94].
32. ↑  В связи с употреблением наркотических веществ и возникшей в связи с этим автомобильной аварией, повлёкшей смерть человека[97].
33. ↑  Осуждён за непристойные действия в отношении несовершеннолетней[100].
34. ↑  В связи с выявленными фактами финансового мошенничества[103].
35. ↑  Неизвестны[105].
36. ↑  Неизвестны[7].
37. 1 2 3  В знак протеста против введения в ордене рыцарских степеней[112].
38. ↑  В знак протеста против введения в ордене рыцарских степеней[110].
39. ↑  В связи с разочарованием градостроительной политикой в Канберре[117].
40. ↑  В связи с осуждением за предоставление ложной информации при ведении предпринимательской деятельности[122].
41. ↑  В связи с штрафом, наложенным на принадлежащую ему компанию по обвинению в картельном сговоре[127].
42. ↑  Осуждён за кражу более 8,6 миллионов долларов[2].
43. ↑  В связи с штрафом, наложенным за нарушения правил ведения предпринимательской деятельности[132].
44. ↑  В связи с лишением врачебной лицензии по поводу смерти двух пациентов[135].
45. ↑  Осуждён за преследование, сексуальные домогательства и кражу со взломом[7].